# Лоуренс, Марк (актёр)
Марк Лоуренс (англ. Marc Lawrence) (имя при рождении — Макс Голдсмит, англ. Max Goldsmith) (17 февраля 1910 года — 28 ноября 2005 года) — американский характерный актёр, который «специализировался на ролях преступников, несмотря на свой, значительно более широкий творческий диапазон».
Его «смуглое, рябое лицо, давящий вид», «ворчливый голос» и «нью-йоркский уличный акцент естественным образом сделали его бандитом и зловещим типом»,хотя он обычно «демонстрировал уровень ума, значительно более высокий, чем средний киллер или боевик».
Начиная с 1932 года, на протяжении шести десятилетий Лоуренс исполнил роли гангстеров и мафиозных боссов более чем в 120 фильмах. Лоуренс обычно играл роли второго плана, он «никогда не был главным героем и очень редко — противостоящим ему главным отрицательным персонажем, обычно выступая в роли сообщника или подручного главного злодея».
Итальянские бандиты Нью-Йорка часто говорили Лоуренсу, что он изображал их на экране лучше, чем кто-либо другой.
В 1940-е годы Лоуренс появлялся на экране с элитой экранных крутых парней (Эдвард Г. Робинсон, Хамфри Богарт, Джеймс Кэгни, Пол Муни), иногда «принимая пулю от них, но всегда излучая угрозу и порок». Свои самые запоминающиеся роли Лоуренс сыграл в фильмах нуар «Оружие для найма» (1942), «Ки Ларго» (1948), «Асфальтовые джунгли» (1950) и в вестерне «Случай в Окс-Боу» (1943).
В начале 1950-х годов Лоуренс подвергался допросам в Комиссии Конгресса США по расследованию антиамериканской деятельности и был внесён в Чёрный список Голливуда, и в результате был вынужден уехать из страны и играть в зарубежных фильмах.
На протяжении 60 лет Лоуренс сыграл плохих парней в десятках фильмов. Как написал историк кино Леонард Мартин, он «был, возможно, единственным характерным актёром 1930-х и 1940-х годов, который продолжил играть сходные гангстерские роли и в 1980-90-е годы».

## Биография

### Ранние годы
Марк Лоуренс (имя при рождении — Макс Голдсмит) родился в Нью-Йорке 17 февраля 1910 года в еврейской семье выходцев из Польши и России, его дядя был заметной фигурой театра на идиш в Нью-Йорке.
Лоуренс играл в школьных пьесах, затем поступил в Сити-колледж Нью-Йоркского университета, где специализировался на английской литературе. Лоуренс ушёл из колледжа, после того (как и ещё одного новичка, Джона Гарфилда) взяли в качестве учеников в известную репертуарную труппу Эвы Ле Галлиенн. Они вместе сыграли в нескольких спектаклях в труппе Ле Галлиенн и в сильно политизированной Театральной труппе Нью-Йорка.

### Кинокарьера в 1930-е - 1940-е годы
После распада труппы Ле Галлиенн в 1932 году Лоренса отправился в Лос-Анджелес, где начал играть небольшие роли в кино. Он дебютировал на экране (без указания в титрах) в качестве сокамерника главного героя в комедии «Если бы у меня был миллион» (1932). За этой работой последовали небольшие роли (часто без упоминания его имени в титрах) в таких фильмах, как «Белая женщина» (1933) Фрэнка Капры, «Корабль-казино» (1933) с Кэри Грантом и других, создавшие ему имя удачного исполнителя ролей злодеев. В 1936 году босс студии «Коламбиа» Гарри Кон заключил с ним контракт. По словам самого Лоуренса, «по-моему, Гарри любил меня, потому что он любил гангстеров».
В дальнейшем Лоуренс поработал на всех основных студиях (хотя чаще всего он работал на «Коламбиа»), сыграв только в одном 1937 году в 11 фильмах. В криминальной драме «Доктор Сократес» (1935) студии «Уорнер» он сыграл члена гангстерской группировки, с которой сталкивается врач в исполнении Пола Муни. На студии «Коламбиа» он сыграл роль гангстера в криминальной мелодраме «Час финала» (1936) и в трёх ранних фильмах с участием будущей кинозвезды Риты Хейворт — драме «Преступники эфира» (1937), детективе «Тень» (1937) и криминальной мелодраме «Кто убил Гейл Престон?» (1938). Переданный в аренду «Уорнер бразерс», Лоуренс сыграл в нуаровой тюремной драме «Сан-Квентин» (1937) с Хамфри Богартом в главной роли. В 1939 году Лоуренс исполнил роль мафиози в криминальной судебной драме «Я — это закон» (1939) с Эдвардом Г. Робинсоном в роли противостоящего ему общественного обвинителя и в нуаровой драме «Невидимые полосы» (1939) с участием Джорджа Рафта и Хамфри Богарта. В 1940 году он запоминающееся исполнил гангстера, вступающего в стычку с главным героем в исполнении Тайрона Пауэра в нуаровой драме студии «Двадцатый век Фокс» «Джонни Аполлон» (1940). В 1941 году Лоуренс сыграл на студии «Юнивёрсал» в комедийном детективе «Задержите это привидение» (1941) с Эбботтом и Костелло, в криминальных комедиях «Враги общества» (1941) на студии «Рипаблик» и «Высокий, тёмный и красивый» (1941) на студии «Двадцатый век Фокс». В 1942 году Лоуренс вновь сыграл гангстера в криминальном триллере о банде автоугонщиков студии «Юнивёрсал» режиссёра Роя Уильяма Нила «Глаза криминального мира» (1942), а на студии «Метро-Голдвин-Майер» снялся в военной шпионской драме Жюля Дассена «Нацистский агент» (1942).
Однако Лоуренсу также отлично давались и другие типы ролей.
Одной из его лучших работ в кино стала роль глухого брата Джона Уэйна в сельской драме «Ковбой с холмов» (1941). Лоуренс впоследствии говорил, что «это была его первая картина, в которой его игру назвали трогательной». Другую памятную «сельскую роль» Лоуренс сыграл в психологическом вестерне «Случай в Окс-Боу» (1943).
В 1943 году Лоуренс появился в криминальной комедии «Два простака на льду» (1943) с Эбботтом и Костелло, а в 1944 году в комедии с участием Боба Хоупа «Принцесса и пират», убедительно сыграв роль головореза. Любимой ролью самого Лоуренса была роль Корио в приключенческой драме «Капитан из Кастильи» (1947) с Тайроном Пауэром.

### Роли в классических фильмах нуар 1940-х годов
Лоуренс был особенно хорош в фильмах нуар. Одной из самых значимых ролей он исполнил в шпионском нуаре «Оружие для найма» (1942), колоритно сыграв роль шофёра и сообщника мафиози (Лэйрд Крегар), хладнокровно предлагающего избавиться от нежелательной свидетельницы (Вероника Лейк).
Освобождённый от военной службы из-за слабого сердца, Лоуренс во время Второй мировой войны выезжал для выступлений перед солдатами в рамках программы содействия вооружённым силам США — Объединённые организации обслуживания вооружённых сил.
В 1945 году Лоуренс исполнил заметную роль гангстера в биографической нуаровой драме «Диллинджер» (1945) с Лоуренсом Тирни в заглавной роли. После окончания войны Лоуренс запомнился ролью в шпионском триллере наступившей ядерной эпохи «Плащ и кинжал» (1947) режиссёра Фрица Ланга, особенно в сцене жестокой драки с главным героем в исполнении Гэри Купера.
Он исполнил одного из главных подручных криминального босса (Эдвард Г. Робинсон) в нуаре Джона Хьюстона «Ки Ларго» (1948), в котором группа бандитов захватывает небольшую гостиницу и берёт в заложники всех, кто там находится, включая героев Хамфри Богарта и Лорен Бэколл.
В том же году Лоуренс сыграл в нуаре Байрона Хэскина «Я всегда одинок» (1948) с Бертом Ланкастером и Лизабет Скотт в главных ролях. В 1949 году он сыграл в шпионском нуаре «Мозаика» (1949) с Франшо Тоуном и Джин Уоллес в главных ролях.
Одной из лучших работ Лоуренса стала также роль в ещё одном нуаре Джона Хьюстона «Асфальтовые джунгли» (1950). Он исполняет роль нервического букмекера и посредника в организации ограбления, который в итоге сдаёт банду полиции. На вопрос Стерлинга Хэйдена, почему он покрылся испариной, персонаж Лоуренса отвечает: «Я всегда потею, когда занимаюсь деньгами».

### Расследование антиамериканской деятельности
Во время послевоенной антикоммунистической истерии в США из-за своих политических симпатий Лоуренс оказался под подозрением. На допросе в Комиссии Конгресса США по расследованию антиамериканской деятельности он признал, что одно время состоял в Коммунистической партии, и назвал имена нескольких своих коллег, которые состояли в коммунистической партии или симпатизировали ей. Однако он всё равно попал в чёрный список и в 1951 году вместе с женой-писательницей Фаней Фосс вынужден был уехать в Италию. Тем не менее, это дело «фактически разрушило его американскую карьеру и оставило его на всю жизнь обозлённым и ощетинившемся по отношению к журналистам и историкам кино, которые пытались взять у него интервью на тему о временах чёрного списка».

### Карьера в Европе в 1952—1966 годы
В Италии Лоуренс продолжил работу в кино, в том числе как исполнитель главных ролей, а с начала 1960-х годов выступал также как режиссёр криминальных фильмов и спагетти-вестернов. Он принял участие в работе над 20 фильмами, в том числе сыграл главную роль организатора преступной сети в драме «Торговля белыми рабынями» (1952) и в комедии Дино Ризи «Каникулы для гангстера» (1954). В дальнейшем Лоуренс сыграл в исторической приключенческой драме Роберта Уайза «Елена Троянская» (1956), где неожиданно сыграл роль Диомеда, и в комедии «Двое против Аль Капоне» (1966).
Он продолжал периодически продолжал работать в Италии, окончательно вернувшись в Лос-Анджелес только в 1970-е годы.

### Работа на телевидении в 1950—1980-е годы
В 1957 году, вернувшись в Голливуд, Лоуренс начал сниматься в телесериалах, таких как «Караван повозок» (1958), «Стрелок» (1958-60), «Питер Ганн» (1959), «Бронко» (1960), «Судебный исполнитель» (1961), «Детективы» (1960-62) и многих других. В период 1960-62 годов он также поставил десятки фильмов различных телесериалов, среди них «Команда М», «Мэверик», «Бронко» и «Судебный исполнитель».
В дальнейшем Лоуренс сыграл в телефильмах «Чти отца своего» (1972) и «Террор в Алькатрасе» (1982), а также телесериалах «Бонанза» (1969), «Мэнникс» (1969-74), «Баретта» (1976), «Команда А» (1986) и «Звёздный путь» (1989). Однако, «в отличие от многих голливудских актёров Золотой эпохи, Лоуренс не перекочевал на телевидение, когда кинороли стали более редкими — отчасти потому, что они окончательно так никогда не иссякли».

### Режиссёрская карьера
В 1963 году Лоуренс был продюсером, соавтором и режиссёром своего первого художественного фильма, криминальной драмы «Кошмар под солнцем» (1963) с Урсулой Андресс и Джоном Дереком в главных ролях. Несмотря на звёздный состав исполнителей, этот независимый фильм не понравился критикам и не произвёл впечатления на публику. Второй и последней режиссёрской работой Лоуренса в большом кино стал хоррор-триллер «Свиньи» (снят в 1972 году и выпущен на экраны в 1984 году), «который также не установил никаких кассовых рекордов». Главные роли в фильме сыграли сам Лоуренс и его дочь — Тони Лоуренс.

### Актёрские работы в кино в 1963—2001 годы
Как актёр большого кино, Лоуренс продолжил создавать на экране «хорошо знакомые образы гангстеров, бандитов и крутых парней вплоть до 1990-х годов». В 1963 году он сыграл депортированного мафиозного дона, напоминающего Лаки Лучано, в фильме «Джонни Кул»(1963).
В 1970 году Лоуренс сыграл в шпионском триллере Джона Хьюстона «Кремлёвское письмо» (1970). Год спустя в бондовском фильме «Бриллианты навсегда» (1971) он сыграл «одного из трёх бандитов в чёрных костюмах, которые выбрасывают несчастную девушку из окна гостиницы, при этом он холодно замечает „Я не знал, что там внизу есть бассейн“». В 1970-е годы Лоуренс сыграл также памятные роли в другом фильме про Джеймса Бонда, «Человек с золотым пистолетом» (1974), а также роль гнусного приспешника Лоренса Оливье в триллере «Марафонец» (1976) с Дастином Хофманом. В 1979 году он сыграл роль стереотипического мафиозного босса из Майами в комедии «Весёлые истории про ворованные вещи» (1979).
На рубеже 1980-90-х годов Лоуренс несколько раз появился в значимых фильмах: он вновь сыграл гангстера в криминальной драме «Большой кайф» (1987), хорошо вписался в роли сварливого человека в провальный семейный мюзикл «Продавцы новостей» (1992), а также вновь сыграл мафиози в документальной драме «Руби» (1992), версии покушения на президента Джона Кеннеди.
«С течением времени Лоуренс, казалось, не снижал темп, и был практически „открыт заново“ молодыми режиссёрами, которые видели его лицо в старых фильмах». В 1995 году он сыграл «вспыльчивого коридорного в „Четырёх комнатах“ (1995) и владельца мотеля, который даёт Джорджу Клуни домашний халат в „От заката до рассвета“ (1996) Роберта Родригеса».
Лоуренс продолжал работать и после своего 90-летия, последний раз появившись на большом экране в 2001 году в мелодраме Лассе Халльстрёма «Корабельные новости» (2001).

## Личная жизнь
С 1942 вплоть до её смерти в 1995 году Лоуренс был женат на писательнице Фане Фосс, в браке у них родилось двое детей, в том числе актриса Тони Лоуренс (1948), которая в 1986—1988 годах была замужем за известным актёром Билли Бобом Торнтоном. В 2003 году в возрасте 93 лет Лоуренс женился повторно, прожив с новой женой вплоть до своей смерти.
Марк Лоуренс умер 28 декабря 2005 года в Палм-Спрингс, Калифорния, от сердечной недостаточности.

## Избранная фильмография
- 1932 — Если бы у меня был миллион / If I Had a Million
- 1933 — Белая женщина / White Woman
- 1934 — Детка на миллион / Million Dollar Baby
- 1935 — Доктор Скоратес / Dr. Socrates
- 1936 — Час финала / The Final Hour
- 1937 — Убийство в Гринвич-вилледж / Murder in Greenwich Village
- 1937 — Преступники эфира / Criminals of the Air
- 1937 — Тень / The Shadow
- 1937 — Я обещаю заплатить / I Promise to Pay
- 1937 — Сан-Квентин / San Quentin
- 1937 — Чарли Чан на Бродвее / Charlie Chan on Broadway
- 1938 — Паутина / The Spider’s Web
- 1938 — Чарли Чан в Гонолулу / Charlie Chan in Honolulu
- 1938 — Кто убил Гейл Престон? / Who Killed Gail Preston?
- 1938 — Я — это закон / I Am the Law
- 1939 — Пыль будет моей судьбой / Dust Be My Destiny
- 1939 — Невидимые полосы / Invisible Stripes
- 1939 — Тупик / Blind Alley
- 1940 — Чарли Чан в музее восковых фигур / Charlie Chan at the Wax Museum
- 1940 — Любовь, честь и ох, детка! / Love, Honor and Oh Baby!
- 1940 — Джонни Аполлон / Johnny Apollo
- 1941 — Задержите это приведение / Hold That Ghost
- 1941 — Враги общества / Public Enemies
- 1941 — Высокий, тёмный и красивый / Tall, Dark and Handsome
- 1941 — Ковбой с холмов / The Shepherd of the Hills
- 1941 — Цветы в пыли / Blossoms in the Dust
- 1942 — Оружие для найма / This Gun for Hire
- 1942 — Глаза криминального мира / Eyes of the Underworld
- 1942 — Нацистский агент / Nazi Agent
- 1943 — Случай в Окс-Боу / The Ox-Bow Incident
- 1943 — Два простака на льду / Hit the Ice
- 1944 — Радужный остров / Rainbow Island
- 1944 — Принцесса и пират / The Princess and the Pirate
- 1945 — Жизнь с блондинкой / Life with Blondie
- 1945 — Диллинджер / Dillinger
- 1945 — Клуб Гавана / Club Havana
- 1946 — Плащ и кинжал / Cloak and Dagger
- 1947 — Непобеждённый / Unconquered
- 1947 — Капитан из Кастильи / Captain from Castile
- 1948 — Ки-Ларго / Key Largo
- 1948 — Я всегда одинок / I Walk Alone
- 1949 — Мозаика / Jigsaw
- 1950 — Асфальтовые джунгли / The Asphalt Jungle
- 1950 — Чёрная рука / Black Hand
- 1952 — Торговля белыми рабынями / La tratta delle bianche
- 1954 — Каникулы для гангстера / Vacanze col gangster
- 1956 — Елена Троянская / Helen of Troy
- 1963 — Джонни Кул / Johnny Cool
- 1966 — Двое мафиози против Аль Капоне / Due mafiosi contro Al Capone
- 1966 — Джонни Тигр / Johnny Tiger
- 1970 — Кремлёвское письмо / The Kremlin Letter
- 1974 — Человек с золотым пистолетом / The Man with the Golden Gun
- 1976 — Марафонец / Marathon Man
- 1978 — Грязная игра / Foul Play
- 1987 — Большой кайф / The Big Easy
- 1992 — Продавцы новостей / Newsies
- 1992 — Руби / Ruby
- 1995 — Четыре комнаты / Four Rooms
- 1996 — От заката до рассвета / From Dusk Till Dawn
- 1996 — Готти / Gotti
- 2001 — Корабельные новости / The Shipping News